# Whiskey Business
Whiskey Business é o décimo nono episódio da vigésima quarta temporada do seriado de animação de comédia de situação The Simpsons, emitido originalmente em 5 de maio de 2013. Foi escrito por Valentina L. Garza e dirigido por Matthew Nastuk, e teve como convidados especiais Tony Bennett, Kevin Michael Richardson e Sonny Rollins.

## Enredo
Sonny Rollins aparece como um holograma para Lisa quando ela toma exceção a uma "Tupac-at-Cochella", um estilo holograma do seu ídolo Murphy Gengivas Sangrentas. Abe Simpson acaba se ferindo, e descobre que é melhor ser cuidado por Bart do que pela equipe do Castelo dos Aposentados de Springfield; e Moe recebe uma nova chance na vida quando ricos capitalistas tem um interesse em sua bebida caseira depois da ajuda de Marge e Homer.

## Audiência
Em sua exibição original, o episódio foi assistido por 4,43 milhões de espectadores, com 1.9 pontos de audiência na demográfica 18-49, segundo o instituto de mediação de audiências Nielsen Ratings.